# Pekarczyk
Pekarczyk (Parachoerus) – rodzaj ssaków z podrodziny Tayassuinae w obrębie rodziny pekariowatych (Tayassuidae). 

## Rozmieszczenie geograficzne
Rodzaj obejmuje jeden żyjący współcześnie gatunek występujący w Ameryce Południowej.

## Morfologia
Długość ciała (bez ogona) 90–117 cm, długość ogona 2,4–10,2 cm, wysokość w kłębie 52–69 cm; masa ciała 29,5–40 kg. 

## Systematyka
Rodzaj (w randze podrodzaju w obrębie Platygonus) zdefiniował w 1930 roku argentyński paleontolog Carlos Rusconi w artykule zatytułowanym Argentyńskie gatunki kopalne pekari (Tayassuidae) i ich powiązania z gatunkami z Brazylii i Ameryki Północnej opublikowanym na łamach „Anales del Museo Nacional de Historia Natural de Buenos Aires”. Gatunkiem typowym jest (oryginalne oznaczenie) wymarły Parachoerus carlesi. 

### Etymologia
Parachoerus: gr. παρα para ‘blisko, obok’; χοιρος khoiros ‘świnia’.

### Podział systematyczny
Część ujęć systematycznych umieszcza C. wagneri w rodzaju Catagonus; tutaj klasyfikacja za Mammals Diversity Database (2023):
- Parachoerus wagneri (Rusconi, 1930) – pekarczyk czakoański

Opisano również gatunek wymarły z plejstocenu dzisiejszej Argentyny:
- Parachoerus carlesi (Rusconi, 1930)[10]